# Trixoscelis fucipennis
Trixoscelis fucipennis är en tvåvingeart som beskrevs av Timothy M. Cogan 1971. Trixoscelis fucipennis ingår i släktet Trixoscelis och familjen myllflugor. Inga underarter finns listade i Catalogue of Life.